# Bundesautobahn 241
Die Bundesautobahn 241 (Abkürzung: BAB 241) – Kurzform: Autobahn 241 (Abkürzung: A 241) – war eine Autobahn im deutschen Bundesland Mecklenburg-Vorpommern und ist seit 2006 nördliches Teilstück der A 14.

## Geschichte

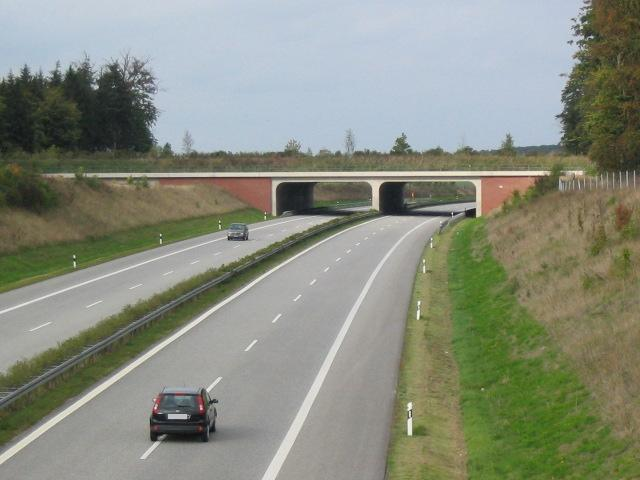
Grünbrücke über die A 14 bei Schwerin

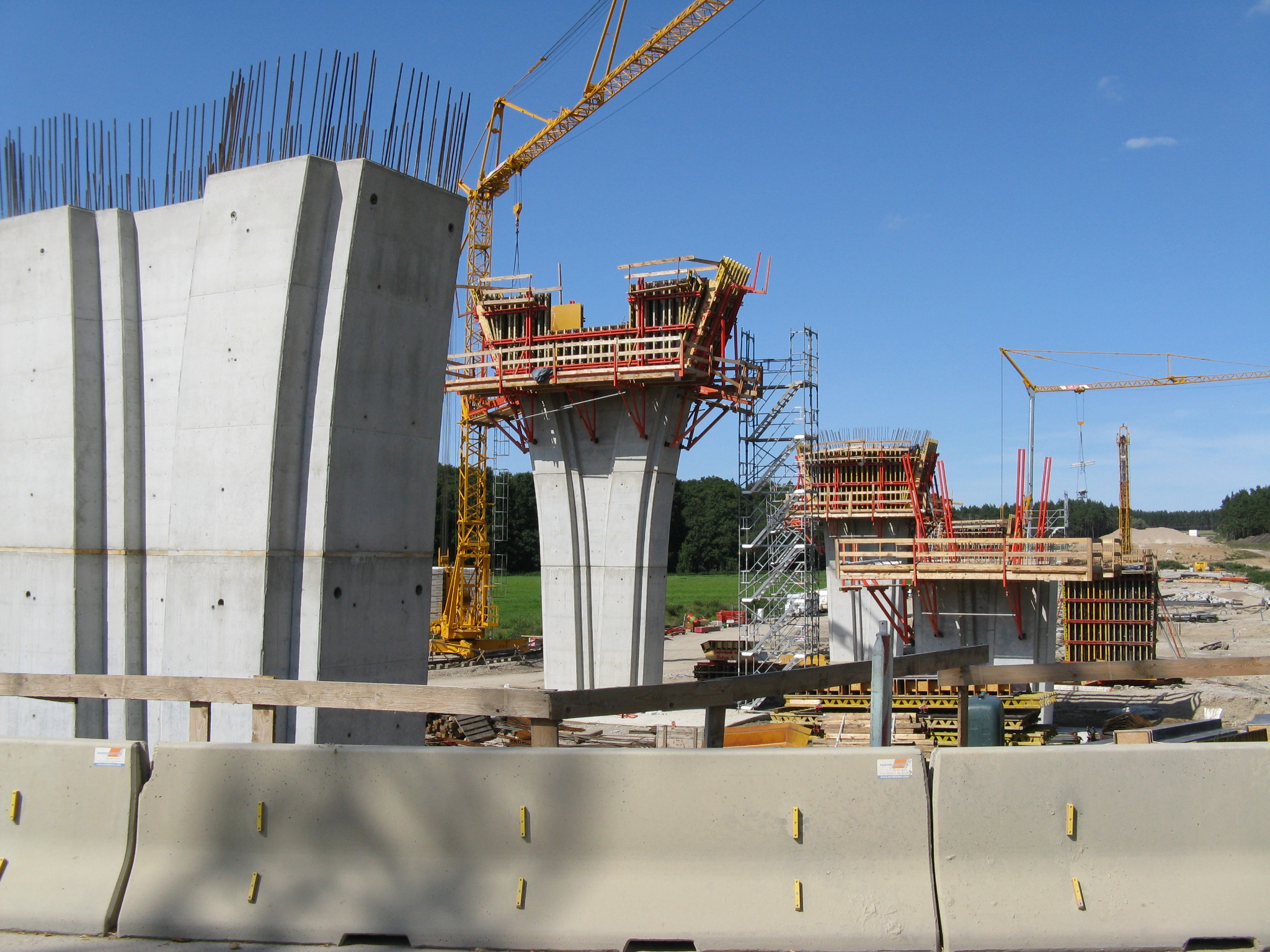
In Bau befindliche Mühlenbachtalbrücke im Abschnitt Schwerin-Jesendorf im August 2008

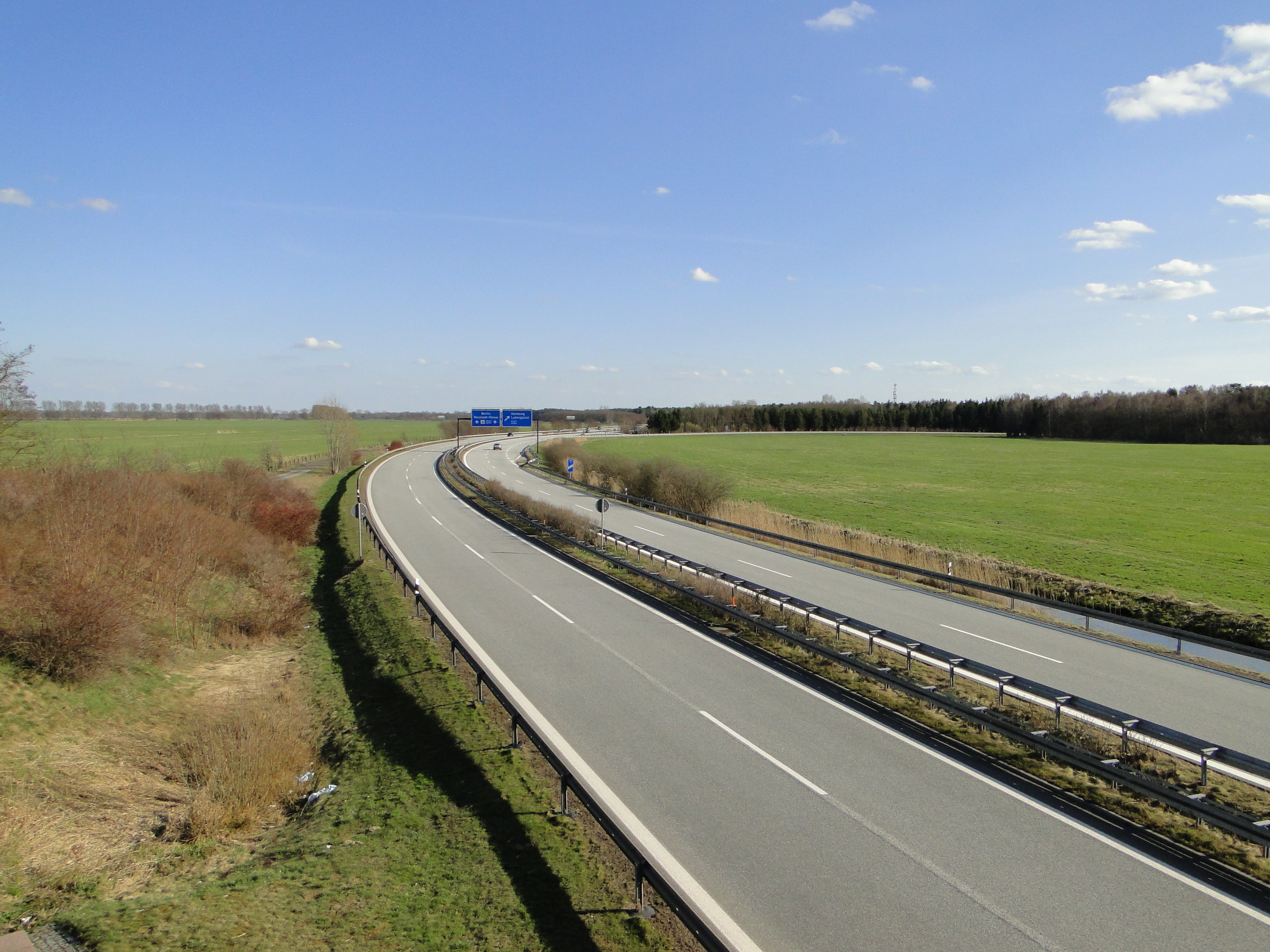
Bundesautobahn 14 bei Wöbbelin im April 2010 (ohne Standstreifen)

Bereits in einer Karte um 1958 war eine Autobahnverbindung von Wismar über Schwerin, Magdeburg und Leipzig nach Dresden von Ingenieuren angedacht worden. Diese Planungen wurden jedoch zu DDR-Zeiten größtenteils nicht umgesetzt. Nach Fertigstellung der Transitautobahn von Hamburg bis zum Dreieck Wittstock/Dosse – die Teilstrecke Wittstock–Berliner Ring der heutigen A 24 existierte bereits seit dem Bau der Autobahn Berlin–Rostock – traf das Politbüro im November 1982 die Entscheidung, den Überseehafen Wismar an diese Transitstrecke anzubinden. Obwohl verkehrspolitisch der Neubau und die Sanierung anderer Strecken in der DDR notwendiger gewesen wären, denn selbst damalige Analysen prognostizierten nur eine sehr geringe Auslastung, sollten die zu der Zeit im Nordwesten der DDR konzentrierten Maschinen und Arbeiter dort ohne hohen Aufwand weiter eingesetzt werden. Bereits vor Fertigstellung der ursprünglich geplanten 55 Streckenkilometer wurden die Arbeiten aus Kostengründen eingestellt. Die etwa 20 Kilometer lange Autobahn endete 1986 mit je einer Spur je Fahrtrichtung am heutigen Anschluss Schwerin-Ost, der bis nach der Wende noch die Bezeichnung Schwerin-Süd trug. Nur etwa die Hälfte der Strecke war bis 1984 vierspurig erbaut worden. Man sprach fortan vom „Schweriner Anschluss“. Die Komplettierung der zweiten Richtungsfahrbahn erfolgte 1992 nach DDR-Planungen, die keine Standstreifen vorsahen. Der Abschnitt zwischen den Anschlüssen Schwerin-Ost und Schwerin-Nord wurde im Jahr 2000 nach dreijähriger Bautätigkeit freigegeben und mit Standstreifen versehen.
Die Autobahn 241 führte bis zur Umbenennung in A 14 auf einer Länge von 32 Kilometern vom Dreieck Schwerin an der A 24 im Landkreis Ludwigslust-Parchim in nördlicher Richtung östlich vorbei an Schwerin und dem Schweriner Innensee bis zum Anschluss Schwerin-Nord in der Nähe von Cambs. Die ehemalige A 241 wurde nie sonderlich stark befahren, da Schwerin von der A 24 aus über die Anschlussstellen Ludwigslust (B 106, seit 1. Januar 2016 L 72, Anschlussstelle im April 2013 umbenannt zu Wöbbelin) oder Hagenow (B 321) auf einem kürzeren Weg zu erreichen ist. Zudem war Wismar im Anschluss an den jeweils fertigen Bauabschnitt der A 241 immer nur über zum Teil recht enge Alleenstraßen erreichbar, weshalb man auch hier lieber die B 106 nutzte.
Am 24. August 2006 wurde die Teilstrecke zwischen dem Kreuz Wismar und der Anschlussstelle Jesendorf dem Verkehr übergeben. Die Baukosten für diesen rund elf Kilometer langen Abschnitt betrugen etwa 50 Millionen Euro. Gleichzeitig wurden die fertiggestellten Teile der A 241 in A 14 umbenannt, um zu verdeutlichen, dass eine Verbindung zur bestehenden A 14 in Sachsen-Anhalt und Sachsen geplant ist. Die A 14 soll zukünftig vom Anschluss Kritzow bei Wismar bis zum Dreieck Nossen (A 4) verlaufen. Der Weiterbau verzögerte sich aufgrund finanzieller und vor allem umweltrechtlicher Probleme. Erster Spatenstich des letzten Teilstücks war der 30. Oktober 2007. Am 21. Dezember 2009 erfolgte die Verkehrsfreigabe für die nun zwischen A 20 und A 24 durchgängig befahrbare Autobahn.